# Olive Kilifi
Pas d'image ? Cliquez ici

a Compétitions nationales et continentales officielles uniquement.

b Matchs officiels uniquement.
Dernière mise à jour le 10 février 2021.
Olive Kilifi, né le 28 septembre 1986 à Huntington Beach (États-Unis), est un joueur international américain de rugby à XV. Il joue au poste de pilier. Il joue avec la franchise des Seawolves de Seattle en Major League Rugby depuis 2024.

## Biographie
Olive Kilifi naît à Huntington Beach, Californie, d'un père tongien. Il grandit dans l'état de Washington, et débute le rugby à 12 ans au sein des sections jeunes du Old Puget Sound Beach RFC. Il se fait remarquer dès son plus jeune âge, intégrant les Pacific Northwest Loggers, une sélection régionale jouant des compétitions sur le plan national. Membre d'une mission mormone, il part deux ans en Alberta et doit arrêter le rugby, faute d'opportunité.
De retour aux États-Unis, il intègre l'équipe de son lycée, le Tyee High School (en) de SeaTac. S'il y joue d'abord centre, l'évolution de son physique le repositionne comme troisième ligne puis finalement pilier. C'est à ce poste qu'il se fait remarquer, intégrant l'équipe lycéenne américaine, les High School All American. En parallèle du lycée, il joue en club au sein du 
Seattle Vikings Rugby Club.
Passé sénior, il intègre l'équipe du Seattle Rugby (qui deviendront les Seattle Saracens en 2014), qui évolue notamment dans le championnat de Colombie-Britannique au Canada. En 2013, il fait ses débuts avec la sélection américaine lors d'un match face à la Géorgie. Il s'impose en sélection en 2014, jouant 8 matchs avec la sélection nationale, étant notamment titulaire lors d'un test face à la Nouvelle-Zélande. Il est logiquement inclus dans l'effectif américain pour disputer la coupe du monde 2015, où il joue 3 matchs,.
En 2016, il signe un contrat professionnel avec l'Express de Sacramento, qui évolue dans le nouveau championnat PRO Rugby. Celui-ci ne dure qu'une saison, et Olive Kilifi retourne à Seattle, chez les Saracens. En 2017, il joue un match avec les USA Islanders face aux Saracens aux Bermudes. En fin d'année, on apprend qu'il signe un contrat professionnel en faveur des Seattle Seawolves, qui évoluent dans la nouvelle ligue nord-américaine, la Major League Rugby. Après une première saison couronnée de succès, il est prolongé pour la saison 2019 avec les Seawolves. De nouveau titré, il est inclus à l'effectif qui participe à la coupe du monde 2019, mais se blesse lors de la compétition. Cette blessure l'éloigne des terrains pendant toute l'année 2020, où il entraîne le Seattle RFC. En 2021, il revient à la compétition, signant un contrat avec les Warriors de l'Utah. 

## Statistiques

### En sélection
| Année | Compétition                    | Matchs | Points | Essais | Transf. | Drops | Pénal. |
| ----- | ------------------------------ | ------ | ------ | ------ | ------- | ----- | ------ |
| 2013  | Test                           | 2      | -      | -      | -       | -     | -      |
| 2014  | Qualification Coupe du monde   | 2      | -      | -      | -       | -     | -      |
| 2014  | Test                           | 4      | -      | -      | -       | -     | -      |
| 2014  | Coupe des nations du Pacifique | 2      | -      | -      | -       | -     | -      |
| 2015  | Test                           | 2      | -      | -      | -       | -     | -      |
| 2015  | Coupe du monde                 | 3      | -      | -      | -       | -     | -      |
| 2016  | ARC                            | 4      | -      | -      | -       | -     | -      |
| 2017  | ARC                            | 1      | -      | -      | -       | -     | -      |
| 2017  | Test                           | 2      | -      | -      | -       | -     | -      |
| 2018  | Test                           | 2      | -      | -      | -       | -     | -      |
| 2019  | ARC 2019                       | 2      | -      | -      | -       | -     | -      |
| 2019  | Test                           | 1      | -      | -      | -       | -     | -      |
| 2019  | Coupe du monde                 | 4      | -      | -      | -       | -     | -      |
| Total | Total                          | 31     | -      | -      | -       | -     | -      |